# اسلاوکو اسوینیارویچ
اسلاوکو اسوینیارویچ (انگلیسی: Slavko Svinjarević؛ ۶ آوریل ۱۹۳۵ – 2006) بازیکن فوتبال اهل یوگسلاوی بود.
از باشگاه‌هایی که در آن بازی کرده‌است می‌توان به باشگاه فوتبال وویوودینا اشاره کرد.
وی همچنین در تیم ملی فوتبال یوگسلاوی بازی کرده‌است.